# Carlos Castro (músico argentino)
Carlos Castro (Rufino, 2 de diciembre de 1943 - Rosario, 19 de diciembre de 2010) fue un músico, cantante y docente argentino.

## Biografía
Se desempeñó como compositor de música folclórica y tanguera, escritor, cantante, pianista, maestro de música, actor y director teatral.
Nació con el nombre de Carlos Ramón CASTRO, hijo de Hipólito Arturo CASTRO (1910-1977), juez de paz de Rufino, y de María Mari Antonia Ramona SMARGIASSI DE CASTRO (1920-2013), de profesión cosmetóloga. Tomó clases de piano en un conservatorio en su pueblo natal. Al terminar la escuela secundaria (en 1962), fue enviado a la ciudad de Rosario (a 285 km al noreste) para estudiar Derecho. Vivió durante un año como pensionado en la casa Che Roga (del Opus Dei), de donde se retiró debido a diferencias ideológicas. Abandonó sus estudios de Abogacía para tomar muy intensamente los de música. En 1967 comenzó a dar clases de música en escuelas primarias. En 1971 se recibió de maestro especializado en educación musical, en el Instituto Superior del Magisterio (Rosario). En 1978 se recibió de profesor nacional de música especializado en composición, en la Escuela de Música de la Facultad de Humanidades y Artes de la Universidad Nacional de Rosario.

## Obra
Creó música para niños, música popular, música de recreación folklórica, música de cámara, para cine, para teatro y música sinfónico-coral. Publicó artículos, ensayos y libros sobre pedagogía, didáctica musical y música tradicional argentina. Dirigió agrupaciones vocales e instrumentales con niños, adolescentes, adultos y ancianos.
Desde 1971 participó y dirigió el grupo folclórico Inti Rayme.
En 1999, la Municipalidad de Rosario publicó en CD su obra sinfónico-coral El color de la patria (cantata popular a la bandera), con letra de la escritora Ada Donato, en la cual Castro participó como tenor solista. Participó el coro Pablo Casals, con dirección del maestro Mario Zeppa. El texto evoca a la bandera argentina, a través de ritmos folclóricos típicos argentinos, como la vidala, la cueca y el gato.
A lo largo de su vida ofreció espectáculos, recitales y conciertos en Argentina y en el exterior.

## Trabajo
Dictó varias cátedras en la Escuela de Música de la Facultad de Humanidades y Artes de la Universidad Nacional de Rosario, y allí trabajó como secretario de Extensión Cultural. Fue miembro del Consejo Directivo de la Facultad de Humanidades y Artes. Fue profesor itinerante, dictando cursos de su especialidad para la Dirección Nacional de Música. Dictó cursos, seminarios y conferencias sobre música tradicional argentina en congresos nacionales e internacionales, a nivel oficial y privado.
También dio clases privadas a innumerables estudiantes de música y composición (entre ellos, el tenor rosarino José Cura).
Condujo las cátedras de audioperceptiva, folclore musical argentino, flauta dulce, análisis, armonía y composición, coro y dirección coral, historia de la música occidental, historia de la música argentina, conjunto instrumental, técnica vocal y canto, piano, didáctica de la música, rítmica musical, improvisación musical, música para la formación de los actores, música aplicada para el entrenamiento de locutores, maestro especial de educación musical en el nivel primario.
Trabajó como profesor titular y codirector del «Taller de Música Argentina y Latinoamericana» en el Instituto Provincial del Profesorado de Música de Rosario. Desde 1977 fue titular de cátedras en el Instituto Superior de Teatro y Títeres de Rosario y en el Instituto Superior de Educación Técnica.
En los años 2000 fue profesor de las cátedras de Introducción a la Etnomusicología y Organología I y II en la licenciatura en musicoterapia de la UAI (Universidad Abierta Interamericana), en Rosario. Dirigió el Coro Mixto Folklórico Argentino del Instituto Provincial de Música y el Coro Mixto del Centro Cultural Israelita (en Rosario).
Desde 2007 fue rector del Instituto Provincial del Profesorado «Carlos Guastavino» de Rosario.
Falleció en su departamento en Italia y San Luis, en el centro de Rosario, a la edad de 67 años.